# Jin Sato
Jin Sato (født 27. september 1974) er en tidligere japansk fodboldspiller.
Han har spillet for flere forskellige klubber i sin karriere, herunder Yokohama Flügels, Kyoto Purple Sanga og Consadole Sapporo.